# 秦晨路
秦晨路（1992年10月24日—），男，上海人，中国自行车运动员。

## 经历
1992年生。就读于崇明县向化中学。2006年4月被自行车教练武文泽选中，转入崇明少体校。2014年在仁川亚运会获得男子场地自行车团体追逐赛冠军。
2018年8月28日，在雅加达亚运会自行车男子场地车团体追逐赛战胜中国香港队夺得金牌。